# ألان ريشار
آلان ريشار (بالفرنسية: Alain Richard)‏ (15 نوفمبر/تشرين الثاني 1946 فرنسا - ) لاعب كرة قدم فرنسي، لعب كمهاجم.